# Петар Пешић
Петар Пешић (Ниш, 26. септембар 1871 — Београд, 6. септембар 1944) био је генерал српске војске, сердар црногорске војске а у војсци Краљевине Југославије био је армијски генерал. Током своје војне каријере био је министар војни, начелник генералштаба војске Краљевине Југославије и сенатор.

## Биографија
Рођен је 26. септембра 1871. године у Нишу, од оца Тодора, трговца и мајке Персиде рођене Крајналија.
У војску је ступио 1889, као питомац 22. класе ниже школе Војне Академије. Даље школовање је наставио као питомац 5. класе више школе Војне академије. По окончању школовања био је на стажирању у Француској од 1900 до 1901. године. Завршио је и генералштабну припрему.
Оженио се 1907. године, Даницом, кћерком генерала Василија Мостића и Софије. Имао је сестру Даницу и брата Јована који је био официр, питомац 32. класе Војне академије (преминуо 1. марта 1913).

## Активна служба
По завршетку школовања 1892. године, унапређен у чин артиљеријског потпоручника и првим распоредом одређен је 1894. за водника у артиљерији. Изабран за ордонанса команданта Активне војске, краља Милана, 15. октобра 1897. године. Након одласка краља Милана са положаја, наставио службу као ордонанс официр краља Александра Обреновића од 29. јула до 7. децембра 1900. године. Начелник Штаба Моравске дивизијске области био је од 1901 до 1903. године. Дана 10. априла 1903. године, именован је за вршиоца дужности команданта 2. батаљона 7. пешадијског пука да би већ 6. октобра исте године био премештен за ађутанта начелника Главног генералштаба. За начелника Штаба Тимочке дивизијске области постављен је 10. априла 1904. године, а након тога само пар месеци касније од 30. јуна, постављен је за команданта 2. батаљона 20. пешадијског пука. Поред редовне дужности био је од 29. октобра 1904. помоћни професор Тактике на Војној академији. Пуних осам година (1904—1912) био је члан Централног комитета за граничне акције. Даље службовање је наставио као Начелник Штаба Дунавске дивизијске области и команданта артиљеријског батаљона. На том положају провео шест година (1904—1910). У том периоду поред редовних дужности именован је 14. маја 1906. године, за ордонанса принца Ђорђа а 29. јануара 1907. и за редовног професора Тактике на Војној Академији да бих принца 1910. године, након ових дужности, постао командант пешадијског пука. Ађутант Главног инспектора војске (Александра) био је од 3. марта 1911 — 1912. године.

## Балкански ратови и Први светски рат
Током Балканских ратова именован помоћником начелника Штаба 1. армије. Септембра 1912. године, упућен у Луцерн да направи уговор војној сарадњи са Црном Гором за рат против Турске. Маја 1913. године, упућен у Грчку да склопи војну конвенцију за рат против Бугарске а 10. септембра, послат у Атину на место војног изасланика и на том положају се задржао до 28. јула 1914. године.
У Првом светском рату, послат у Црну Гору, и постављен 29. јула 1914. за помоћника начелника Штаба Црногорске Врховне команде. По оставци генерала Божидара Јанковића (20. априла 1915), Врховна команда поставља пуковника Пешића за начелника штаба Црногорске врховне команде и делегата српске Врховне команде у Црној Гори. На том положају остаје до 20. јануара 1916. године, да би након тога био именован за помоћника начелника Штаба Српске Врховне команде. У том периоду (од јануара до фебруара) упућен за делегата у Шантиј на Конференцију делегата савезничких врховних команди да издејствује да се српска војска преоружа и опреми.

## Служба у новонасталој држави и политички ангажман
Након завршетка рата, у периоду од јануара до септембра, именован шефом војне мисије при југословенској делегацији на Париској мировној конференцији 1919. године. Дана 20. септембра 1919. постављен за заступника начелника Штаба Врховне Команде, да би од 6. маја 1920. године, именован за помоћника и заступника начелника Главног генералштаба. Дана 10. марта 1921. постављен за команданта Савске дивизијске области, потом 20. јула, премештен за помоћника команданта IV армијске области а 8. децембра исте године, постао је начелник Главног генералштаба. У Пашићевим владама од 4. новембра 1922. до 30. јула 1924. године, постављен за Министра војске и морнарице. Након тога поново именован начелником Главног генералштаба и почасним ађутантом краља. На том положају остао је до 11. априла 1929. године када је пензионисан.
Посланик у Белгији, постао је 20. априла 1929. године а 4. априла 1930. године и посланик у Чехословачкој. Поново је 15. марта 1931. године, враћен за посланика у Белгији и на том положају је остао до 28. фебруара 1935. године. Након ових функција остао без ангажмана пуне четири године. Краљевски сенатор је постао 1939. године. Реактивиран из пензије, 7. новембра 1940. године и поново постављен у влади Цветковић-Мачек за министра војске и морнарице. У тој влади био је заговорник приступања Тројном пакту. Војним пучем од 27. марта 1941. године, смењен са положаја и поново пензионисан. Након Априлског рата, остао пасиван политички и окупацију провео у Београду.

## Смрт и сахрана
Заједно са супругом погинуо 6. септембра 1944. године, приликом Америчког бомбардовања Београда. Сахрањен је на Новом Гробљу у Београду.

## Официрско напредовање
Унапређен је у чин: потпоручникa 1892; поручникa 1896; капетана друге класе 1899; капетана прве класе 1901; мајора 1904; потпуковника 1909; пуковника 1913; генерала 22. октобра 1918 и армијског генерала 21. октобра 1923.

## Одликовања
Одликован је Орденом Карађорђеве звезде са мачевима III и IV степена, Орденом белог орла IV степена, Орденом Светог Саве III степена, Орденом Таковског крста IV степена а од иностраних се истичу француски Орден Легије части и руски Орден Светог Станислава.